# 冯淑玲
冯淑玲（1968年5月—），辽宁清原人，满族，中国民主同盟盟员。中华人民共和国政治人物、第十三届全国人民代表大会辽宁地区代表。

## 生平
2018年2月24日，当选为第十三届全国人大代表。